# 阿爾托帕斯 (伊利諾伊州)
阿爾托帕斯（英語：Alto Pass）是位於美國伊利諾伊州猶尼昂縣的一個村落。

## 地理
阿爾托帕斯的座標為37°34′11″N 89°19′08″W / 37.56972°N 89.31889°W，而該地最高點為海拔高度229米（即751英尺）。

## 人口
根據2010年美國人口普查的數據，阿爾托帕斯的面積為5.60平方千米，當中陸地面積為5.52平方千米，而水域面積為0.08平方千米。當地共有人口391人，而人口密度為每平方千米69人。